# 膣洗浄器

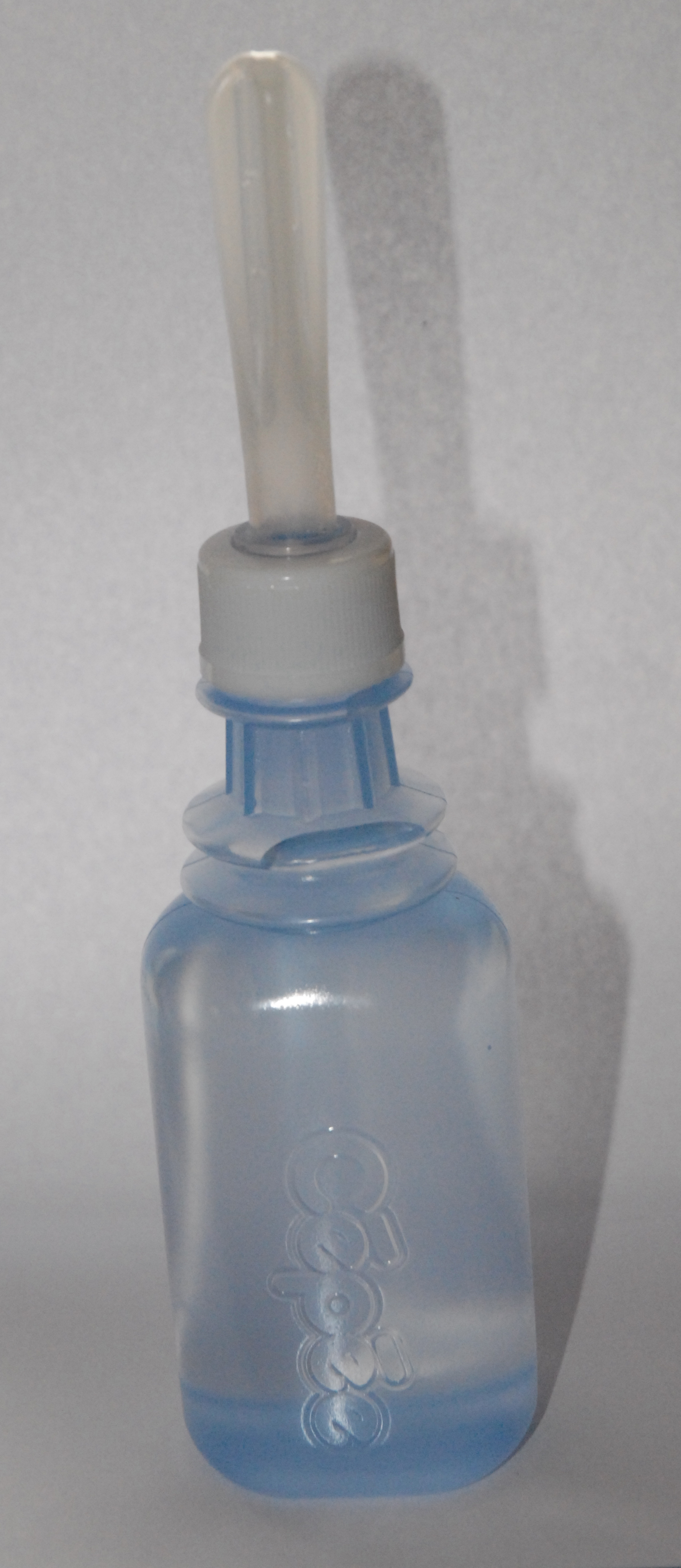
膣洗浄器の例

膣洗浄器（ちつせんじょうき）は、腟腔に溶液（精製水）を直接流入して膣内を洗浄する医療機器である。医学的見解では、がんや子宮外妊娠、炎症を避けるために膣洗浄を行うべきではなく、健康的な食事や飲水、大豆、善玉菌が膣の健康増進に役立つとされている。
日本においては、薬機法に基づく告示により、類別「機械器具55医療用洗浄器」「一般的名称:膣洗浄器」に分類される。クラス分類はII（管理医療機器）である。区分では医科向け、家庭用の別はない。一般に家庭で用いられるものとして、「携帯ビデ」「携帯用ビデ」「使い捨てビデ」「使いきりビデ」などと称されて市販されているものがある。
便所等の個室内に据え付けられた機器（ビデ）は外性器を洗浄するためのものであり、用途が異なる。

## 薬機法における定義
日本では、膣洗浄器は、管理医療機器に分類されており、製造販売をするには厚生労働大臣の製造販売承認が必要である。製造販売承認の申請の際、その製造方法や原材料、化学的・生物的安全性や保存安定性、使用目的や効果などが申請内容となっており、これらの立証資料が要求される。また、製造所は、医療機器及び体外診断用医薬品の製造管理及び品質管理の基準に関する省令への適合が要求され、製造販売承認の審査とともに、省令への適合性調査が製造業者に対して実施される。

## 構造
現在、日本において製造販売承認を得て販売されている製品は、メーカーにより若干の形状の差異はあるものの、いずれも、精製水が入った柔軟な樹脂容器にノズルが装着された構造である。使用方法は、精製水が入ったポリ容器にノズルを装着し、ノズルを膣内に挿入し、握力により樹脂容器を握りつぶすことによりノズルから膣内に精製水が噴射され、膣内を洗浄するというものである。単回使用の製品、すなわち使い捨ての製品である。

## 海外での状況
2008年現在、海外においては、塩化ベンザルコニウムやヨード液など消毒剤を含むものや、香料を含んだものも販売されている。しかし、現在のところ、日本国内において製造販売承認を得て販売されている商品はすべて、その洗浄液の成分は精製水のみである。
また、直腸を洗浄するさいに使用することを想定して製品化されているものもあり、英語圏では膣の洗浄を目的としたものとまったく同じく「douche」(ないしは「anal douche」)と銘うたれている。ただ、それらの多くは、ビニールチューブの形状であり、片方の端を水道の蛇口に装着し、もう片方の端を体内に挿入することによって使用するようになっており、特に男性同性愛者が使用することを想定して販売されているものである。このため、入手のさいに膣洗浄器と間違えないよう、注意を要する。

## 販売経路
製品の製造販売を行う事業者は、第二種医療機器製造販売業許可を有していなければならない。また、ユーザー等へ販売するにあたっては、クラスIIの医療機器（管理医療機器）に分類されるため、管理医療機器販売業届が要求される。薬局・薬店等で販売されている。